# Megataphrus tenuicornis
Megataphrus tenuicornis är en skalbaggsart som beskrevs av Thomas Casey 1890. Megataphrus tenuicornis ingår i släktet Megataphrus och familjen barkbaggar. Inga underarter finns listade i Catalogue of Life.